# Regjeringskvartalet

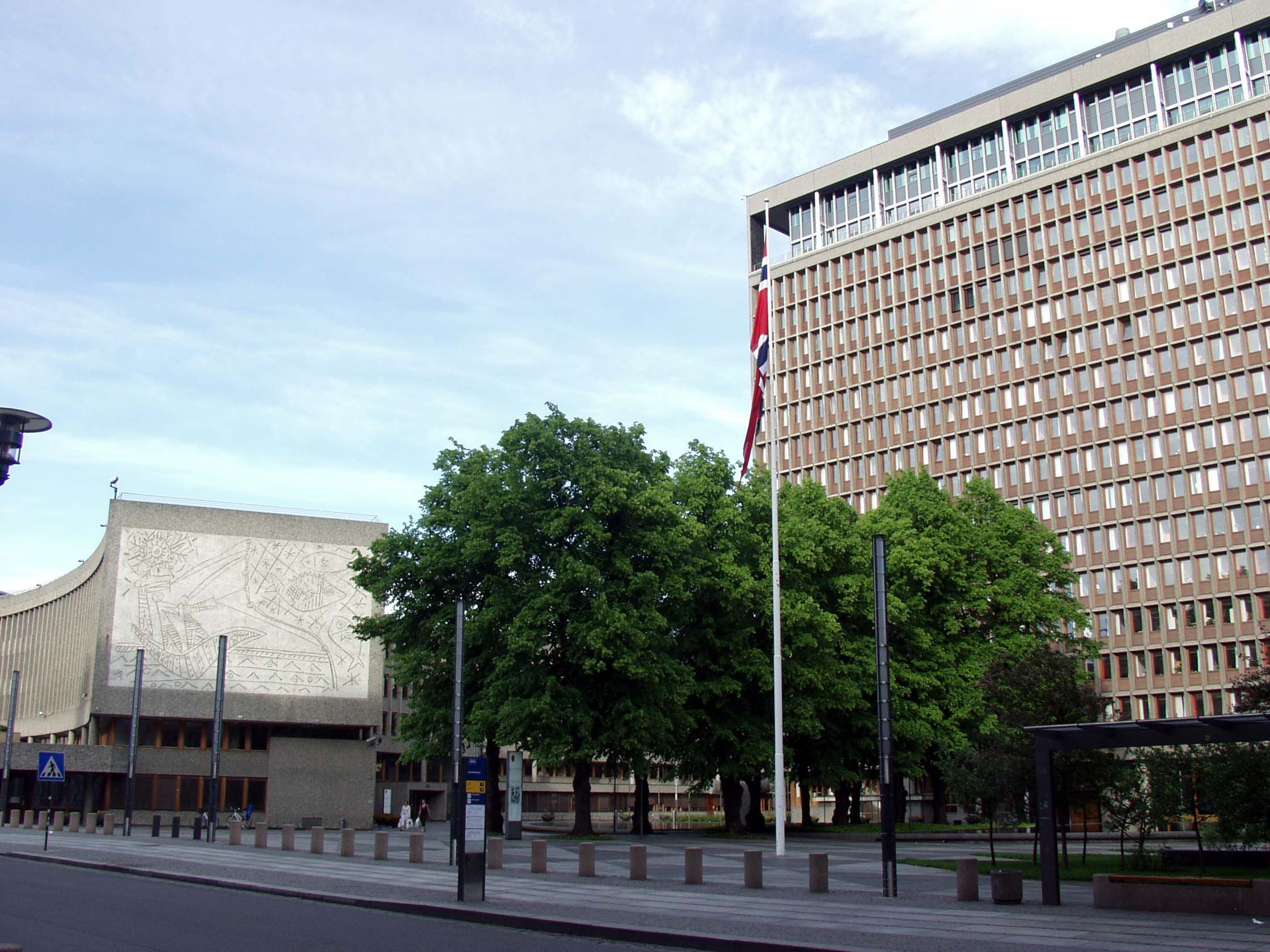
Regjeringskvartalet gezien vanaf Nygaardsvolds plass.
Y-block links - rechts Høyblokken, beide ontworpen door Erling Viksjø in brutalisme stijl

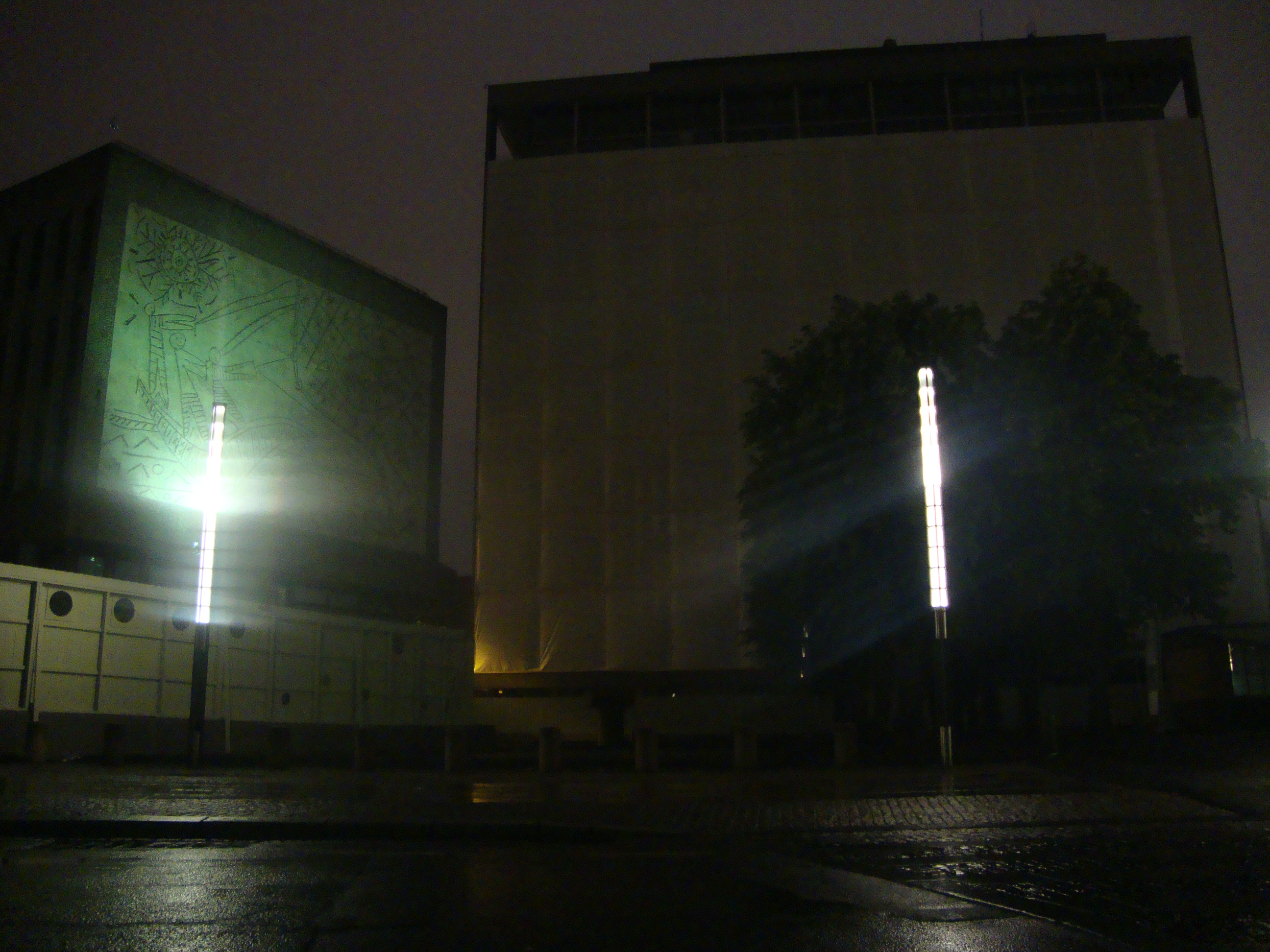
Regjeringskvartalet in juli 2012, bijna een jaar na de aanslagen

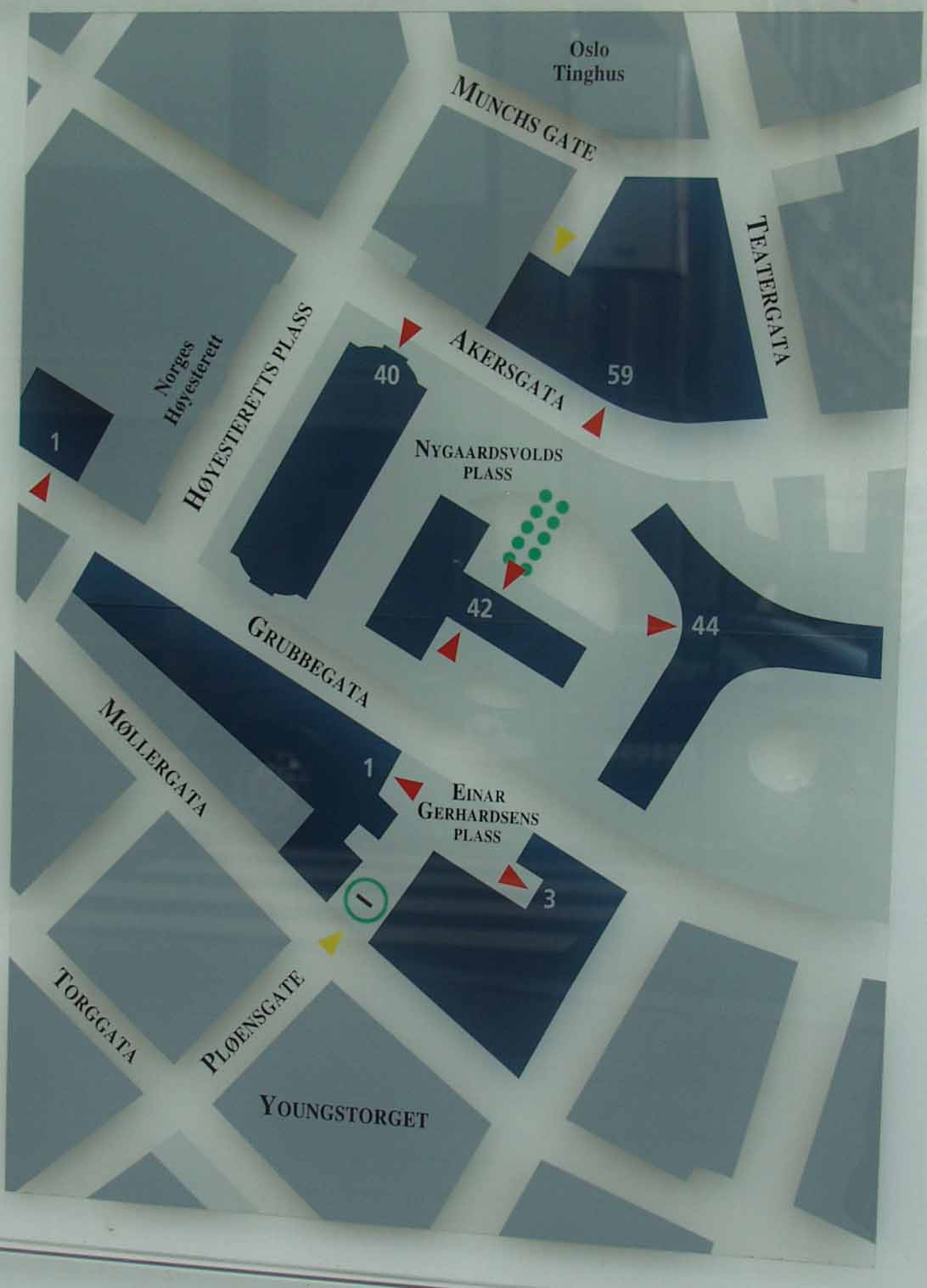
Plattegrond van het Regjeringskvartalet.

Regjeringskvartalet (het regeringskwartier) is een gebied in Oslo waar de gebouwen van verschillende Noorse ministeries zich bevinden.
Het Regjeringskvartalet bestaat uit de volgende gebouwen:
- Akersgaten 40 (G-block) uit 1905, het oudste gedeelte van Regjeringskvartalet; nu het Ministerie van Financiën.
- Akersgaten 42 (Høyblokken) uit 1958, ontworpen door Erling Viksjø; nu het kantoor van de premier en het Ministerie van Justitie en Politie.
- Akersgaten 44 (Y-block), uit 1969, ontworpen door Erling Viksjø; nu het Ministerie van Onderwijs en Onderzoek.
- Akersgaten 59 (R5)—departementsgården uit 1996 ontworpen door Torstein Ramberg; huisvest het Ministerie van Transport en Communicatie, het Ministerie van Cultuur, het Ministerie van Landbouw en Voedsel, het Ministerie van Administratie, Hervorming en Kerkzaken, het Ministerie voor Lokale Overheid en Regionale Ontwikkeling, Ministerie voor Kinderzaken, Gelijkheid en Sociale Zaken.
- Einar Gerhardsens plass 1 (R4); huisvest het Ministerie voor Olie en Energie, het Ministerie van Handel en Industrie.
- Einar Gerhardsens plass 3 and Møllergaten 19 (S-block); huisvest het Ministerie van Gezondheid en Zorg en het Ministerie voor Werk.

Op 22 juli 2011 vond er een aanslag plaats op Regjeringskvartalet, waarbij diverse gebouwen beschadigd raakten.